# Luis Zubero
Pour les articles homonymes, voir Zubero.
Zubero  Aldecoa est un nom espagnol. Le premier nom de famille, en général paternel, est Zubero ; le second, en général maternel, souvent omis, est Aldecoa.
Luis Zubero Aldecoa, né le 18 mars 1948 à Ceberio en Biscaye, est un coureur cycliste professionnel espagnol.

## Palmarès
- 1969
  - Leintz Bailarari Itzulia
  - 2e du Tour de l'Avenir
- 1970
  - GP Pascuas
  - Clásica de Sabiñánigo
  - 3e du Grand Prix de Navarre
- 1971
  - Prologue du Tour de Catalogne (contre-la-montre par équipes)

## Résultats sur les grands tours

### Tour de France
4 participations
- 1970 : 15e
- 1971 : abandon (14e étape)
- 1973 : 23e
- 1974 : 42e

### Tour d'Italie
3 participations
- 1971 : 19e
- 1973 : 18e
- 1974 : 27e

### Tour d'Espagne
1 participation
- 1975 : abandon (13e étape)